# ویلیام کانگ
ویلیام کانگ (انگلیسی: William Kong؛ زادهٔ ۱ ژانویهٔ ۱۹۵۳) تهیه‌کننده فیلم اهل هنگ کنگ است.
از فیلم‌هایی که وی در آن‌ها نقش داشته است، می‌توان به مولان، ببر خیزان، اژدهای پنهان، گل‌های جنگ و شهوت، احتیاط اشاره نمود.